# Eristalinus quadrioculatus
Eristalinus quadrioculatus är en tvåvingeart som först beskrevs av Jacques-Marie-Frangile Bigot 1883.  Eristalinus quadrioculatus ingår i släktet slamflugor, och familjen blomflugor.
Artens utbredningsområde är Nya Kaledonien. Inga underarter finns listade i Catalogue of Life.